# Titi (personnage)
Pour les articles homonymes, voir Titi.
Titi (Tweety Bird ou Tweety Pie en version originale) est un personnage des Looney Tunes. Créé par Bob Clampett et Friz Freleng en 1942, ce petit canari jaune (mâle) est la proie préférée de Sylvestre le chat dit « Grosminet » (Sylvester en VO). 
S'il semble fragile et sans défense, il n'en est pas moins très malin : il sait apitoyer ses amis, d'Hector le bouledogue à Mémé (Granny en VO) en jouant les victimes, bien qu'il soit assez malicieux pour se garder tout seul contre le « vilain rominet » (« bad old puddy tat » en anglais), qui ressort toujours perdant.
Sa réplique la plus célèbre est « Z'ai cru voir un rominet » (« I tawt I taw a puddy tat » (I thought I saw a pussy cat) en anglais), suivi de « Mais oui mais oui z'ai bien vu un rominet » (« I did I did taw a puddy tat »). En effet, Titi, doublé depuis 1997 en français par l'actrice Patricia Legrand, zézaye.
Son endroit préféré est sa cage dorée.

## Identité et personnalité

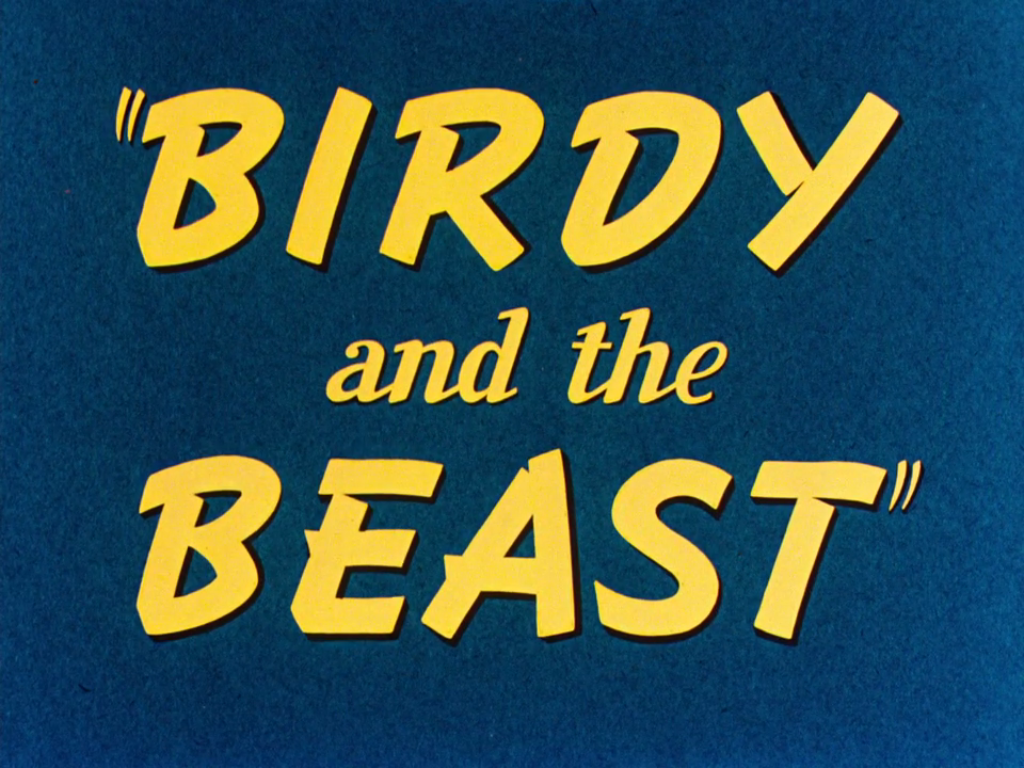
"Birdy and the Beast", le titre anglophone du dessin animé.

Malgré ses longs cils et sa voix aiguë (que Mel Blanc fournit en version originale), Titi est un mâle. Malgré tout, les auteurs des versions françaises s'y sont parfois trompés et l'ont désigné comme une femelle, renforçant la confusion chez les spectateurs français. Dans le cartoon Qu'importe le flocon (Snow Business, 1953), quand Mémé entre dans une pièce où Titi et Grosminet sont installés, elle les appelle « Les garçons ! ». Son espèce est inconnue ; bien qu'il soit souvent dépeint comme un jeune canari, le mot « Titi » est parfois utilisé pour son espèce. Néanmoins, la chanson-titre de la série télévisée Titi et Grosminet mènent l'enquête (The Sylvester & Tweety Mysteries, 1995-2000) mentionne explicitement que l'oiseau est un canari. Sa forme suggère plus celle d'un bébé oiseau, qui est ce qu'il était lors de ses premières apparitions (bien que l'aspect « bébé oiseau » ait été utilisé dans quelques dessins plus tard). Les plumes jaunes ont été ajoutées, mais sinon il a conservé la forme de « bébé oiseau ».
Dans ses premières apparitions dans les dessins animés de Bob Clampett, Titi est un personnage très agressif qui fait tout pour déjouer les plans de son antagoniste, il peut même donner un coup de pied à un adversaire déjà perdant. Un de ses moments malveillants les plus notables est dans Titi la terreur (Birdy and the Beast, 1944). Un chat chasse Titi en « volant » jusqu'à ce qu'il se souvienne que les chats ne peuvent pas voler, ce qui le fait tomber. Titi dit joliment : « Oh, le pauvre minet ! ». Lorsque le chat atterrit sur le sol, avec une voix masculine grave, Titi dit « BOOM ! » et sourit alors malicieusement. Une utilisation similaire de cette voix est dans Histoire de chatons (A Tale of Two Kitties, 1942) quand Titi, portant un casque de gardien de raid aérien, crie soudainement aux deux chats : « Extinction des feux ! ». Titi a été adouci lorsque Friz Freleng a commencé à diriger les dessins animés de l'oiseau, et encore plus quand Mémé a été introduite, mais parfois Titi montre encore son côté malveillant.

## Filmographie
1. A Tale of Two Kitties (1942)
2. Birdy and the Beast (1944)
3. A Gruesome Twosome (1945)
4. Baby Bottleneck (1946) (cameo)
5. Tweetie Pie (1947)
6. I Taw a Putty Tat (1948)
7. Bad Ol' Putty Tat (1949)
8. Home Tweet Home (1950)
9. All a Bir-r-r-d (1950)
10. Canary Row (1950)
11. Putty Tat Trouble (1951)
12. Room and Bird (1951)
13. Tweety's S.O.S. (1951)
14. Tweet Tweet Tweety (1951)
15. Gift Wrapped (1952)
16. Ain't She Tweet (1952)
17. A Bird In A Guilty Cage (1952)
18. Snow Business (1953)
19. Fowl Weather (1953)
20. Tom Tom Tomcat (1953)

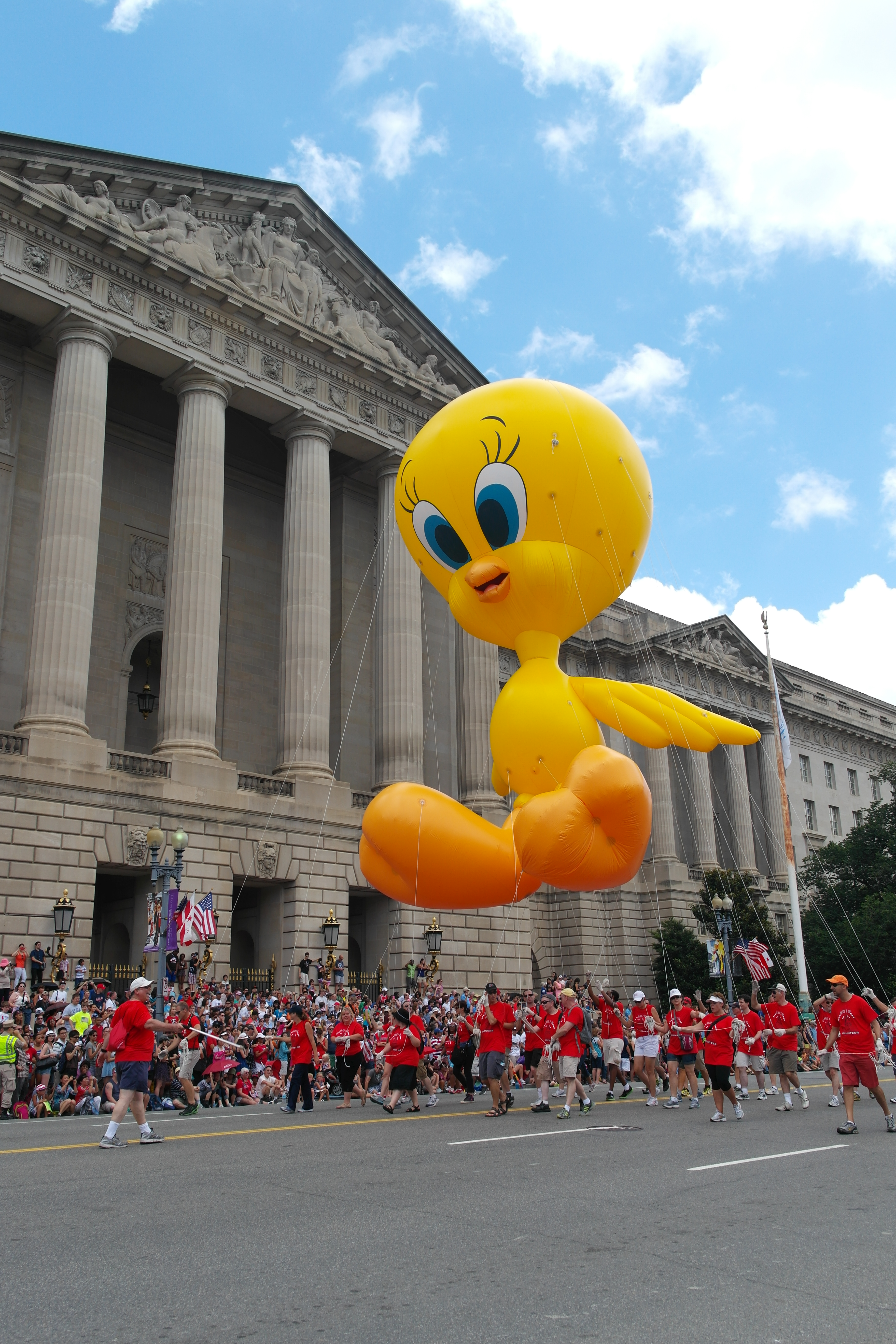
Effigie de Titi flottant dans les airs lors de la parade du Jour de l'indépendance américaine de 2013 à Washington, D.C..

21. A Street Cat Named Sylvester (1953)
22. Catty Cornered (1953)
23. Dog Pounded (1954)
24. No Barking (1954) (cameo)
25. Muzzle Tough (1954)
26. Satan's Waitin' (1954)
27. Sandy Claws (1955)
28. Tweety's Circus (1955)
29. Red Riding Hoodwinked (1955)
30. Heir-Conditioned (1955) (cameo)
31. Tweet and Sour (1956)
32. Tree Cornered Tweety (1956)
33. Tugboat Granny (1956)
34. Tweet Zoo (1957)
35. Tweety and the Beanstalk (1957)
36. Birds Anonymous (1957)
37. Greedy for Tweety (1957)
38. A Pizza Tweety Pie (1958)
39. A Bird in a Bonnet (1958)
40. Trick or Tweet (1959)
41. Tweet and Lovely (1959)
42. Tweet Dreams (1959)
43. Hyde and Go Tweet (1960)
44. Trip For Tat (1960)
45. The Rebel Without Claws (1961)
46. The Last Hungry Cat (1961)
47. The Jet Cage (1962)
48. Hawaiian Aye Aye (1964)
49. Qui veut la peau de Roger Rabbit (1988)
50. Carrotblanca (1995)
51. Superior Duck (1996) (cameo)
52. Space Jam (1996)
53. Titi et le Tour du monde en 80 chats (Tweety's High-Flying Adventure) (2000)
54. Looney Tunes: Back in Action (2003)
55. Museum Scream (2004)
56. I Tawt I Taw a Puddy Tat (2011)

## Répliques célèbres

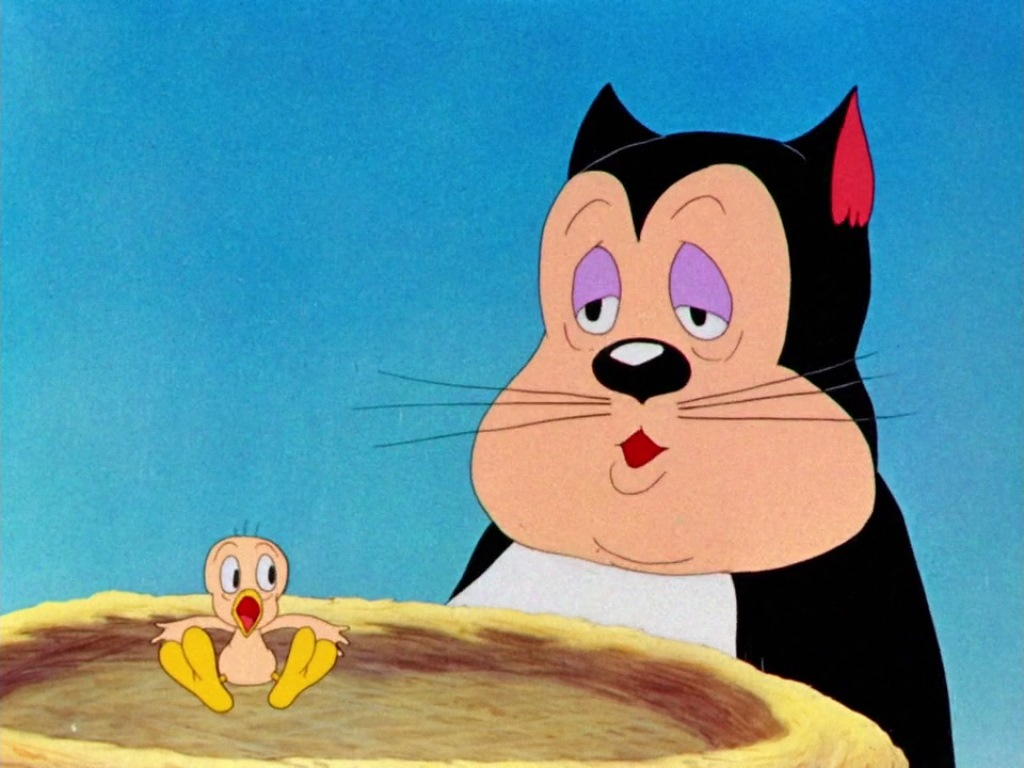
La première apparition de Titi (à droite, le chat Catstello) dans Histoire de chatons (A Tale of Two Kitties, 1942)

- « Z'ai cru voir un rominet ! » (« I tawt I taw a puddy tat! »)
- « Mais oui, mais oui ! Z'ai bien vu un rominet ! » (« I did! I did taw a puddy tat! »)
- « Messant rominet ! » (« Bad old puddy tat! »)
- « Pôv' rominet ! » (« Poor old puddy tat! »)
- « Vilain rominet ! »